# 毛泽东文学奖
毛泽东文学奖是湖南省作家协会设立的官方文学奖项，鼓励本省文学创作。参评作品分为长篇小说、中短篇小说、散文、诗歌、报告文学、评论及儿童文学等门类，为近三年公开出版的作品。经约两个月的两轮评选决出最终结果。
首届毛泽东文学奖结果于1999年7月出炉，获奖作品有陶少鸿的长篇小说《梦土》、中短篇小说集《当代湖南作家作品选·蔡测海卷》、诗集《当代湖南作家作品选·石太瑞卷》作者、王开林的散文集《灵魂在远方》作者王开林、《卓列兵儿童文学作品选》、凌宇的评论集《符号—生命的雄姿与辉煌》。
不少获奖作品描写社会变迁中的基层乡村生活，比如“汨罗作家群”中，潘绍东的《歌郎》和舒文治的《来神腔》分别于2014年、2023年获得该奖。贺晓彤的改革题材长篇小说《钢铁是这样炼成的》、胡丘陵再现历史创伤的长诗《2008，汶川大地震》等都获得过这一奖项。